# Ga Lê Đức Thọ (Tuyến số 3, Hà Nội)
Ga Lê Đức Thọ là một trong những nhà ga tàu điện của Tuyến số 3: Nhổn – Ga Hà Nội, nằm trên đường Hồ Tùng Mậu, phường Mai Dịch, quận Cầu Giấy, Hà Nội.

## Lịch sử
- 8 tháng 8 năm 2024: Vận hành đoạn trên cao Tuyến số 3: Nhổn – Ga Hà Nội đoạn từ Ga Nhổn ~ Ga Cầu Giấy[2]

## Cấu trúc

### Bố trí ga

#### Tuyến 3
| 2F Tầng ke ga                   | Ke ga bên, cửa sẽ mở ở bên phải                    | Ke ga bên, cửa sẽ mở ở bên phải                                         |
| Ke ga 2                         | ← T3 Tuyến 3 đi Cầu Diễn (Hướng đi Nhổn)           |                                                                         |
| Ke ga 1                         | T3 Tuyến 3 đi Đại học Quốc gia (Hướng đi Hà Nội) → |                                                                         |
| Ke ga bên, cửa sẽ mở ở bên phải |                                                    |                                                                         |
| 1F Tầng trung chuyển            | Tầng 1                                             | Khu bán vé, khu thương mại, khu kỹ thuật, lối lên xuống và cổng soát vé |
| G                               | Mặt đất                                            | Lối lên xuống                                                           |

## Xung quanh nhà ga
- Nhà hát Quân đội
- Công Viên Hồ Điều Hòa Mai Dịch
- Trường Đại học Thương mại
- Trường Đại Học Kinh Tế - Đại Học Quốc Gia Hà Nội
- Đại học Công nghệ Swinburne
- Trường Cao đẳng Công nghệ và Thương mại Hà Nội
- Học viện Múa Việt Nam
- Trường THCS Mai Dịch
- Trường Trung Cấp Nghệ Thuật Xiếc Và Tạp Kỹ Việt Nam
- Trường Đại học Sân khấu Điện ảnh Hà Nội
- Nghĩa trang Mai Dịch
- Nhà tang lễ Cầu Giấy
- Trường Hàn Quốc Hà Nội
- Nhà hát Tuồng Việt Nam
- Khu ký túc xá sinh viên các trường văn hoá nghệ thuật
- Trụ sở Truyền hình Công an nhân dân - ANTV

## Hình ảnh

Nơi chờ tàu của ga Lê Đức Thọ

Tầng bán vé của ga Lê Đức Thọ

### Hệ thống xe buýt
| Tuyến xe buýt                                           | Lộ trình                                                                                                   |
| Đối diện Trường Đại học Thương Mại                      | Đối diện Trường Đại học Thương Mại                                                                         |
| ------------------------------------------------------- | --- |
| 13(Công viên nước Hồ Tây - Cổ Nhuế (Học viện Cảnh sát)) | Công viên nước Hồ Tây - ... - Trường Đại học Thương Mại - ... - Cổ Nhuế (Học viện Cảnh sát)                |
| 51(Bến xe Gia Lâm - Trần Vỹ (Học viện Tư Pháp))         | Bến xe Gia Lâm - ... - Trần Thái Tông - ... - Trường Đại học Thương Mại - ... - Trần Vỹ (Học viên Tư pháp) |
| 56A(Núi Đôi - Mỹ Đình)                                  | Núi Đôi - ... - Phạm Văn Đồng - ... - Trường Đại học Thương Mại - ... - Mỹ Đình                            |
| Ga Lê Đức Thọ (Trường Đại học Thương Mại)               | |
| 20A(Cầu Giấy - Bến xe Sơn Tây)                          | Cầu Giấy - ... - Ga Lê Đức Thọ - ... - Bến xe Sơn Tây                                                      |
| 26(Mai Động - Sân vận động Quốc gia)                    | Mai Động - ... - Ga Lê Đức Thọ - ... - Sân vận động Quốc gia                                               |
| 29(Bến xe Giáp Bát - Tân Lập)                           | Bến xe Giáp Bát - ... - Ga Lê Đức Thọ - ... - Tân Lập                                                      |
| 32(Bến xe Giáp Bát - Nhổn)                              | Bến xe Giáp Bát - ... - Ga Lê Đức Thọ - ... - Nhổn                                                         |
| 49(Trần Khánh Dư - Nhổn)                                | Trần Khánh Dư - ... - Cầu Giấy - ... - Ga Lê Đức Thọ - ... - Nhổn                                          |
| Trường Đại học Thương Mại                               | |
| 13(Cổ Nhuế (Học viện Cảnh sát) - Công viên nước Hồ Tây) | Cổ Nhuế (Học viện Cảnh sát) - ... - Trường Đại học Thương Mại - ... - Công viên nước Hồ Tây                |
| 51(Trần Vỹ (Học viện Tư Pháp) - Bến xe Gia Lâm)         | Trần Vỹ (Học viên Tư pháp) - Trường Đại học Thương Mại - ... - Trần Thái Tông - ... - Bến xe Gia Lâm       |
| Ga Lê Đức Thọ                                           | |
| 20A(Bến xe Sơn Tây - Cầu Giấy)                          | Bến xe Sơn Tây - ... - Ga Lê Đức Thọ - ... - Cầu Giấy                                                      |
| 26(Sân vận động Quốc gia - Mai Động)                    | Sân vận động Quốc gia - ... - Ga Lê Đức Thọ - ... - Mai Động                                               |
| 29(Tân Lập - Bến xe Giáp Bát)                           | Tân Lập - ... - Ga Lê Đức Thọ - ... - Bến xe Giáp Bát                                                      |
| 32(Nhổn - Bến xe Giáp Bát)                              | Nhổn - ... - Ga Lê Đức Thọ - ... - Bến xe Giáp Bát                                                         |
| 49(Nhổn - Trần Khánh Dư)                                | Nhổn - ... - Ga Lê Đức Thọ -... - Cầu Giấy - ... - Trần Khánh Dư                                           |
| 56A(Mỹ Đình - Núi Đôi)                                  | Mỹ Đình - ... - Ga Lê Đức Thọ - ... - Phạm Văn Đồng - ... - Mỹ Đình                                        |